# 13868 Catalonia
13868 Catalonia este un asteroid din centura principală de asteroizi.

## Descriere
13868 Catalonia este un asteroid din centura principală de asteroizi. A fost descoperit pe 29 decembrie 1999 la Piera de Joan Guarro i Fló. Asteroidul prezintă o orbită caracterizată de o semiaxă mare de 2,56 ua, o excentricitate de 0,12 și o înclinație de 4,2° în raport cu ecliptica.